# 甲酸铁
甲酸铁是铁的甲酸盐，化学式为Fe(HCOO)3，它在加热下分解。甲酸铁的酸式盐[Fe(HCOO)3]6·6HCOOH也是已知的，它于175 °C开始分解。

## 制备
甲酸铁可由甲酸亚铁在甲酸的存在下和过氧化氢反应得到，或直接由铁粉和甲酸在氧化剂的存在下反应制得：
{\displaystyle {\mathsf {4Fe+12HCOOH+3O_{2}\ {\xrightarrow {I_{2}}}\ 4Fe(CHO_{2})_{3}+6H_{2}O}}}

## 性质
甲酸铁二水合物在100 °C时得到无水物，更高温度（278 °C）产生铁的氧化物及气态产物。